# 975

## Vědy a umění
- pravděpodobný vznik iluminované Apokalypsy z Girony

## Narození
- ? – Svatý Štěpán I., uherský král († 15. srpna 1038)
- 25. července – Dětmar z Merseburku, biskup a kronikář († 1. prosince 1018)

## Úmrtí
- 8. července – Edgar, anglický král (* cca 943)
- ? – Sü Si, čínský malíř (* 886)

## Hlavy států
- České knížectví – Boleslav II.
- Papež – Benedikt VII.
- Svatá říše římská – Ota II.
- Anglické království – Edgar, Eduard II. Mučedník
- Skotské království – Kenneth II., Amlaib
- Polské knížectví – Měšek I.
- Západofranská říše – Lothar I.
- Magdeburské arcibiskupství – Adalbert (968–981)
- Uherské království – Gejza
- Byzanc – Jan I. Tzimiskes